# Czarny Wag
Czarny Wag (słow. Čierny Váh, węg. Fekete Vág, niem. Schwarze Waag) – górska rzeka w północnej Słowacji, w dorzeczu Dunaju. Jeden z dwóch źródłowych cieków Wagu. Długość 39 km.
Źródła na wschodnim skraju Niżnych Tatr, na wysokości ok. 1680 m n.p.m., na północnych stokach szczytu Kráľova hoľa. Spływa najpierw na północ i północny zachód, po czym koło miejscowości Liptovská Teplička zatacza szeroki łuk ku zachodowi. Płynie teraz wąską, dość głęboką i prawie całkowicie zalesioną doliną ku zachodowi, oddzielając na północy wąskie pasmo górskie zwane Ważeckim Grzbietem (słow. Važecký chrbát) od właściwego zrębu Niżnych Tatr.
Dorzecze Czarnego Wagu jest bardzo niesymetryczne. Dopływy prawobrzeżne są nieliczne, krótkie i ubogie w wodę. Natomiast dopływy lewobrzeżne – liczne, długie i zasobne w wodę; odwadniają one całe północne stoki wschodniej części Niżnych Tatr (tzw. Kráľovohoľské Tatry). Największym z nich jest Ipoltica, spływająca spod Zadniej holi.
W dolnej części toku, tuż poniżej miejscowości Čierny Váh, rzekę przegradza zapora, tworząca zbiornik zaporowy Čierny Váh. Średni przepływ Czarnego Wagu w tej miejscowości wynosi 4,05 m³ na sekundę.
Na wysokości 663 m n.p.m., koło wsi Kráľova Lehota, Czarny Wag łączy się z Białym Wagiem, tworząc Wag.